# Masters of Rock
Masters of Rock – kompilacyjny album wczesnej muzyki brytyjskiego zespołu Pink Floyd, skoncentrowany na singlach i utworach albumowych z lat 1967–1968. Na tylnej okładce została zamieszczona informacja: „Pierwotnie wydane jako The Best of Pink Floyd”, lecz oba albumy zawierają całkowicie różne utwory.
Płyta Masters of Rock była wydana w 1974 r. w Niemczech, Włoszech i Holandii, na fali sukcesu The Dark Side of the Moon. Jest to jedna z części serii budżetowych kompilacji EMI z identycznymi tytułami, każda część dla innego artysty. W wydawnictwie zostały użyte dwa projekty okładek: jeden bazujący na obrazku ze środka wkładki albumu Meddle, z twarzą Syda Barretta nałożoną na zdjęcie Davida Gilmoura, który nie był jeszcze obecny w zespole gdy nagrywana była większość albumu, i drugi z tytułem wypełniającym przednią okładkę.

## Lista utworów

### Strona A
| Nr | Tytuł                               | Długość |
| -- | ----------------------------------- | ------- |
| 1. | „Chapter 24” (Barrett)              | 3:36    |
| 2. | „Matilda Mother” (Barrett)          | 3:08    |
| 3. | „Arnold Layne” (Barrett)            | 2:51    |
| 4. | „Candy and a Currant Bun” (Barrett) | 2:38    |
| 5. | „The Scarecrow” (Barrett)           | 2:07    |

### Strona B
| Nr | Tytuł                                                       | Długość |
| -- | ----------------------------------------------------------- | ------- |
| 1. | „Apples and Oranges” (stereo mix) (Barrett)                 | 3:01    |
| 2. | It Would Be So Nice” (alternate version for radio) (Wright) | 3:39    |
| 3. | „Paint Box” (stereo mix) (Wright)                           | 3:27    |
| 4. | „Julia Dream” (Waters)                                      | 2:28    |
| 5. | „See Emily Play” (Barrett)                                  | 2:50    |

## Twórcy
Syd Barrett – gitara i wokal

David Gilmour – gitara i wokal w „Julia Dream”

Richard Wright – instrumenty klawiszowe, fortepian, organy i wokal

Roger Waters – gitara basowa i wokal

Nick Mason – bębny i perkusja